# 張德化
張德化（1735年—1783年），字惠庵，號崑崖，四川鄰水縣人，乾隆三十年乙酉（1765年）選拔，乾隆三十二年（1767年）選寧遠府會理州訓導，乾隆四十年（1775年）閏十月調直隸冀州武邑縣知縣，乾隆四十八年（1783年）卒於官署。